# لئوپلد موتسارت

یوهان گئورگ لئوپلد موتسارت

یوهان گئورگ لئوپلد موتسارت (به آلمانی: Johann Georg Leopold Mozart) (زادهٔ ۱۴ نوامبر ۱۷۱۹ - درگذشتهٔ ۲۸ مهٔ ۱۷۸۷) موسیقی‌دان و معلم موسیقی اتریشی بود. او در شهر آوگسبورگ در اتریش امروزی به دنیا آمد. لئوپلد مفیم شهر زالتسبورگ (سالزبورگ) در اتریش بود، اما زمانی طولانی در شهر وین زندگی کرد. آوازهٔ او به این دلیل است که پدر و آموزگار ولفگانگ آمادئوس موتسارت بوده‌است. البته او در طول زندگی‌اش شخص بسیار معروفی بود.
او در آموزش موسیقی به ولفگانگ آمادئوس و نیز دخترش ماریا آنا (خواهرِ بزرگ ولفگانگ) بسیار سختگیری می‌کرده‌است.

## زندگی
او فرزند یوهان گئورگ موتسارت (۱۶۷۹–۱۷۳۶) و همسر دوم او، آنا ماریا سولتزر (۱۶۹۶–۱۷۶۶)، بود. رشتهٔ تحصیلی او الهیات بود که در کنار آن، رشته‌هایی چون فلسفه و حقوق هم در دانشگاه بِنِدیکتینر (به آلمانی: Benediktineruniversität) در شهر زالتسبورگ تحصیل کرد. در سال ۱۷۴۷ با آنا ماریا پِرْتْل (Anna Maria Pertl) ازدواج کرد که ثمرهٔ آن هفت فرزند بود و تنها دو تن از آنان، یعنی ماریا آنا (فرزند چهارم) و ولفگانگ آمادئوس (فرزند هفتم)، به بزرگ‌سالی رسیدند.